# 56 (число)
150(п'ятдеся́т шість) — натуральне число між  55 та  57.

## У математиці
- 6-е  тетраедричне число
- 2  56  = 72057594037927936

## У науці
- Атомний номер  барію

## В інших областях
- "56 хвилин", композиція (2007)  Девіда Вударда для фортепіано, скрипки, віолончелі та електроніки.[1]
- 56 рік, 56 рік до н. е., 1956
- ASCII-код символу «8»
- 56 —  Код суб'єкта Російської Федерації і Код ГИБДД-ДАІ  Оренбурзької області.
- 56  Молодших Арканів у складі колоди  карт Таро